# Peter Kirilovič Essen
Grof Peter Kirilovič Essen (rusko Пётр Кири́ллович Э́ссен), ruski general nizozemskega rodu, * 1772, † 1844.
Bil je eden izmed pomembnejših generalov, ki so se borili med Napoleonovo invazijo na Rusijo; posledično je bil njegov portret dodan v Vojaško galerijo Zimskega dvorca.

## Življenje
Rodil se je Cirilu Ivanoviču Essenu. Pri petih letih je bil vpisal v Leib kirasirski polk in 1. marca 1791 je kot poročnik prišel v Gačinski pomorski polk. 
9. decembra 1796 je bil premeščen v dvorni Izmailovski polk ter 28. decembra istega leta je bil povišan v polkovnika. Leta 1799 se je udeležil italijansko-švicarske kampanje. Za zasluge v kampanji je bil 26. januarja 1800 povišan v generalporočnika. 
Po vrnitvi v Rusijo je postal vojaški guverner Viborga in inšpektor pehote za Finsko. Leta 1802 je postal poveljnik Schlisselberškega mušketirskega polka in leta 1806 poveljnik 8. pehotne divizije, s katero se je udeležil bojev proti Francozom (1806-07). 
Leta 1808 je poveljeval moldavski vojski in se z njo bojeval proti Turkom (1809-11). V začetku velike patriotske vojne je bil poveljnik 2. korpusa Donavske armade. Pozneje je postal poveljnik 4. pehotne divizije, 19. januarja 1817 pa vojaški guverner Orenburga. 
1. januarja 1819 je bil povišan v generala pehote. 5. oz. 7. februarja 1830 je postal generalni guverner Sankt Peterburga; zaradi uspešnega boja proti koleri je bil 1. julija 1833 povzdignjen v grofa. V času njegovega guverniranja je bila odprta tudi prva železnica v Rusiji in sicer 30. septembra 1837 med Petersburgom in carskim dvorom. Prav tako je poskrbel za novo pravno šolo, observatorij Pulkovo, zoološki muzej,... 
2. decembra 1842 je zapustil guvernersko mesto zaradi visoke starosti in postal državni svetnik.

## Družina
Ker je njegov edini sin kot polkovnik umrl zaradi bojnih ran, je grofovski naslov izjemoma nasledil Jakov Ivanovič Stenbok-Fermor, mož edine hčerka Essena.